# Marion Delorme

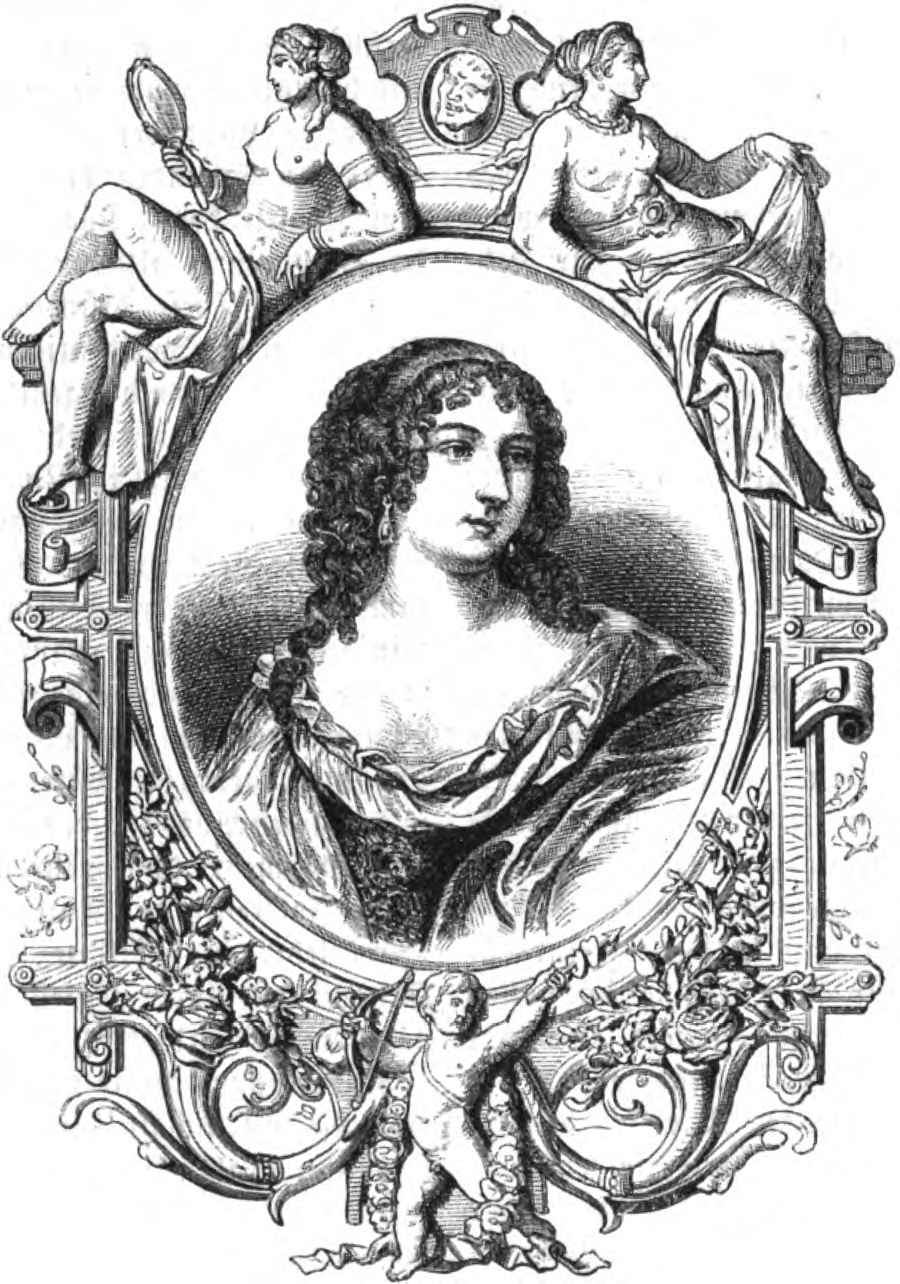
Marion Delorme

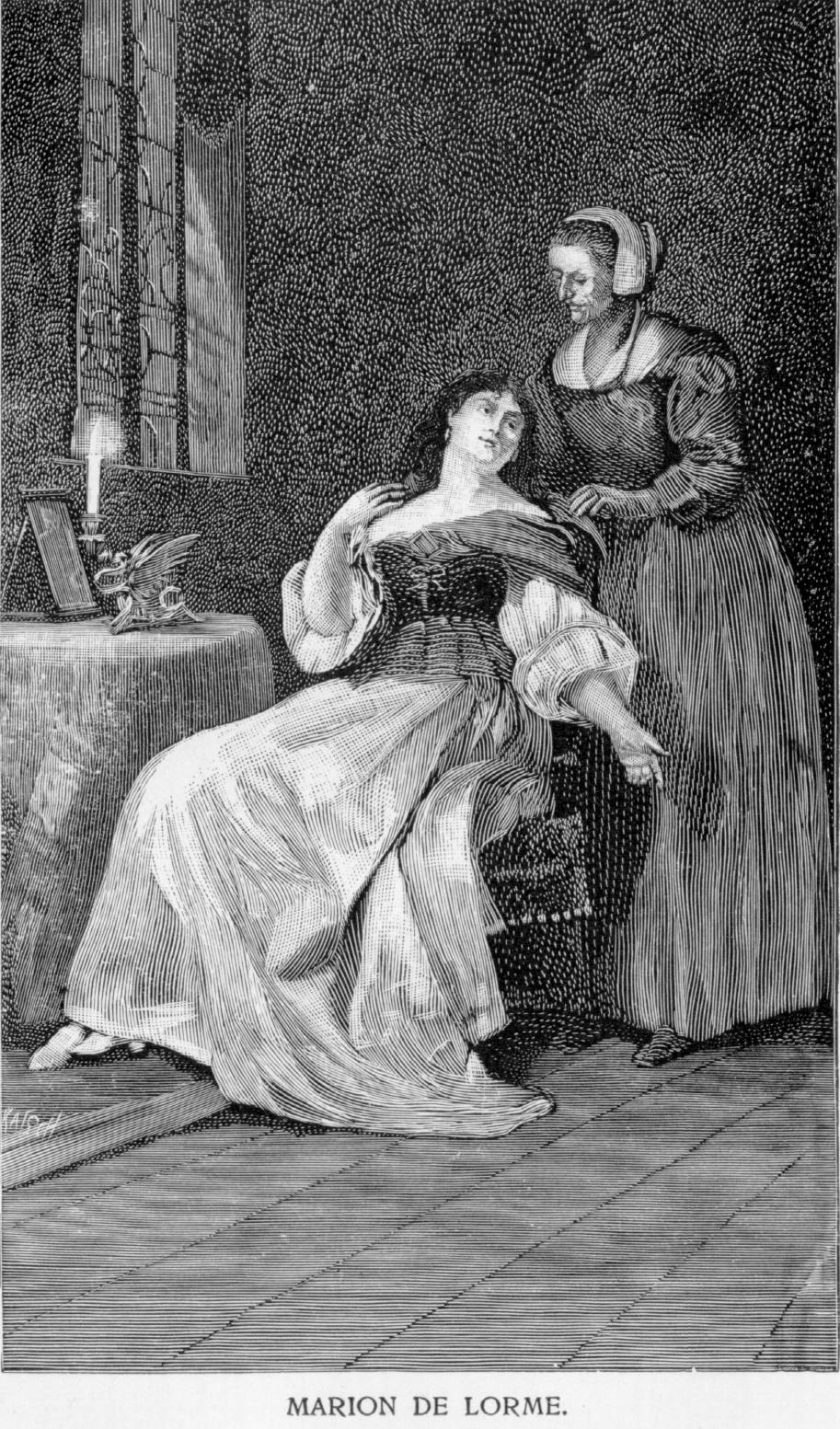
Holzschnitt einer Aufführung von Victor Hugos Drama Marion Delorme

Marion Delorme oder de Lorme (* 3. Oktober 1613 in Blois; † 2. Juli 1650) war eine französische Kurtisane.
Marion Delorme wurde als Tochter Jean de Lou, einem einflussreichen Schatzmeister Frankreichs und Marie Chastelain unweit Champaubert geboren. Sie ging in ihrer Jugend nach Paris, wo sie eine bedeutende Erbschaft antrat. Sie war zuerst die Geliebte des Dichters Jacques Vallée (Sieur Des Barreaux) und verließ ihn, um mit Henri Coiffier de Ruzé, einem Günstling des Königs eine Affäre zu beginnen. Angeblich waren die beiden heimlich verheiratet.
Marion Delormes Salon wurde zu einem Zentrum der Pariser Gesellschaft. Ihr wurde nachgesagt, nach der Hinrichtung de Ruzé verschiedene einflussreiche und bekannte Liebhaber und Wohltäter gehabt zu haben, darunter Charles de St Evremond (1610–1703), George Villiers, Herzog von Buckingham, Louis II de Bourbon („Le Grand Condé“), möglicherweise gehörten auch der Kardinal Richelieu und Ludwig XIII. zu ihren Geliebten.
Zur Zeit der Fronde hielten die Anhänger der unzufriedenen Prinzen ihre Zusammenkünfte bei ihr. Nach der Verhaftung der Prinzen Condé und Conti, wollte Mazarin sie ebenfalls inhaftiert sehen, sie starb aber plötzlich am 2. Juli 1650. Die Ursache ihres Todes sowie die Frage, ob sie tatsächlich verstorben ist oder sich lediglich der Verhaftung entzog, ist unklar. Es gab das Gerücht, sie habe ihren Tod inszeniert, um nach England zu flüchten, sei später zurückgekehrt und habe, nachdem sie drei Männer, darunter einen Räuberhauptmann, geheiratet hatte, bis 1706 (nach anderen Quellen bis 1741) gelebt.
Alfred de Vigny hat ihre Geschichte in seinem Roman "Cinq-Mars" und Victor Hugo in dem Drama Marion Delorme aufgenommen. Zwei Opern vom Amilcare Ponchielli und Giovanni Bottesini tragen ebenfalls ihren Namen.